# Władysław Studnicki
Władysław Studnicki (* 15. November 1867 in Dünaburg; † 10. Januar 1953 in London) war ein polnischer Politiker.

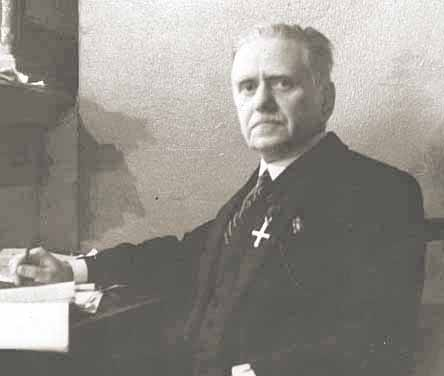
Władysław Studnicki

## Wirken
1910 schlug er die Schaffung eines polnischen Staates als Teil der österreichisch-ungarisch-polnischen Monarchie vor. In den 1930er Jahren forderte er ein Bündnis Polens mit Deutschland. Dieses Bündnis sollte offen für weitere Beitritte benachbarter Staaten sein und als zentral-europäischer Block Europa Frieden sichern. Studnickis Bücher waren in der Volksrepublik Polen verboten. 
Einige polnische Historiker wie etwa Andrzej Piskozub, Paweł Wieczorkiewicz, Jerzy Lojek und Tomasz Gabis beurteilen Studnickis Vorschläge heute als wegweisend; ein derartiges Bündnis hätte möglicherweise den Ribbentrop-Molotow-Pakt und den Zweiten Weltkrieg sowie eine Ausbreitung des Kommunismus nach Ost- und Mitteleuropa verhindert und Polen wäre nicht unter den Herrschaftsbereich der Sowjetunion gefallen.
Während der deutschen Besetzung Polens verurteilte er bewaffneten Widerstand, widmete sich aber auch mehrfach an hochrangige deutsche Funktionäre mit Bittschriften, in denen er die deutsche Gewalt und den NS-Terror kritisierte. Als Hauptgegner Polens sah er allerdings die Sowjetunion an.
Im Juli 1944 zog er nach Ungarn, danach 1945 nach Rom, bevor er sich schließlich in London nieder ließ.

## Werke
- Władysław Studnicki Pisma wybrane, Tom 1 Z przeżyć i walk, Toruń 2001, Wyd. Adam Marszałek, ISBN 83-7174-554-0
- Władysław Studnicki Pisma wybrane, Tom 2 Polityka międzynarodowa Polski w okresie międzywojennym, Toruń 2009, Wyd. Adam Marszałek, ISBN 83-7322-288-X
- Władysław Studnicki Pisma wybrane, Tom 3 Ludzie, idee i czyny, Toruń 2000, Wyd. Adam Marszałek, ISBN 83-7174-610-5
- Władysław Studnicki Pisma wybrane, Tom 4 Tragiczne manowce. Próby przeciwdziałania katastrofom narodowym 1939-1945, Toruń 2002, Wyd. Adam Marszałek, ISBN 83-7322-289-8